# الاشراف (ملحان)

تعديل مصدري - تعديل

الاشراف هي إحدى قرى عزلة بني مليك بمديرية ملحان التابعة لمحافظة المحويت، بلغ تعداد سكانها 147 نسمة حسب تعداد اليمن لعام 2004.